# Chino Hills

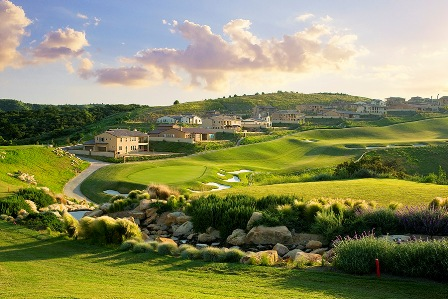
Nuevas urbanizaciones en Chino Hills

Chino Hills, fundada en 1991, es una ciudad ubicada en el condado de San Bernardino en el estado estadounidense de California. En el año 2005 tenía una población de 80,897 habitantes y una densidad poblacional de 175.9 personas por km². La ciudad limita al norte con el condado de Los Ángeles, al sur con el condado de Orange y al este con el condado de Riverside.

## Geografía
Norco se encuentra ubicada en las coordenadas 33°58′31″N 117°43′23″O / 33.975267, -117.723054 Según la Oficina del Censo, la ciudad tiene un área total de 116,2 km² (44,9 mi²), de la cual 116 km² (44,8 mi²) es tierra y 0,2 km² (0,1 mi²) (0.16%) es agua.

## Demografía
Según la Oficina del Censo en 2007 los ingresos medios por hogar en la localidad eran de $96,733, y los ingresos medios por familia eran $110,225. Los hombres tenían unos ingresos medios de $67,201 frente a los $48,906 para las mujeres. La renta per cápita para la localidad era de $30,574. Alrededor del 13.5% de la población estaban por debajo del umbral de pobreza.

## Sismo de mediana intensidad del 2008
El 29 de julio de 2008 a las 12:29 (hora local) un terremoto de 5,4 grados en la escala de Richter sacudió a California, teniendo su epicentro en una autopista de Chino. El sismo dejó algunos daños materiales, como grietas en algunas casas campestres y además fue el mayor movimiento registrado en la zona en más de 10 años.

## Educación
El Distrito Escolar Unificado del Valle de Chino gestiona escuelas públicas.

## Transporte

### Principales autopistas
- Ruta Estatal 60
- Ruta Estatal 71
- Ruta Estatal 91
- Ruta Estatal 142